# Michael Zinberg
Michael Zinberg es un director, guionista y productor estadounidense de series de televisión. Ha trabajado en estas series:' Lost, Gilmore Girls, JAG, Law & Order: Special Victims Unit.

## Filmografía

### Productor
- JAG (1995) Serie (coproductor ejecutivo) (episodios desconocidos)
- Tequila and Bonetti (coproductor ejecutivo) (7 episodios, 1992)
- Quantum Leap (coproductor ejecutivo) (22 episodios, 1990-1991)
- Heart of the City (1986) Serie (productor ejecutivo) (episodios desconocidos)
- W*A*L*T*E*R (1984) (productor)
- The Yellow Rose (productor ejecutivo) (22 episodios, 1983-1984)
- The Bob Newhart Show (productor asociado) (57 episodios, 1972-1975) (prodcutor ejecutivo) (2 episodios, 1973) (productor) (1 episodio, 1977)
- Mary Tyler Moore (productor asistente) (24 episodios, 1972-1973) (productor asociado) (24 episodios, 1973-1974)

### Director
- The Middleman (2 episodios, 2008)
- Monk (4 episodios, 2003-2008)
- The Unit (3 episodios, 2006-2007)
- Psych (3 episodios, 2006-2007)
- A Christmas Wedding (2006)
- Gilmore Girls (6 episodios, 2004-2005)
- Lost (1 episodio, 2004)
- The Practice (8 episodios, 1999-2004)
- Boston Public (2 episodios, 2001-2004)
- Crossing Jordan (2 episodios, 2002-2003)
- Everybody Loves Raymond (5 episodios, 1999-2002)
- Charmed (2 episodios, 2000)
- The Pretender (3 episodios, 1996-2000)
- Built to Last (2 episodios, 1997)
- JAG (2 episodios, 1996)
- Accidental Meeting (1994)
- Quantum Leap (4 episodios, 1989-1990)
- Coach (3 episodios, 1989-1990)
- Midnight Caller (3 episodios, 1988-1990)
- L.A. Law (2 episodios, 1987-1988)
- Mr. Belvedere (3 episodios, 1987-1988)
- Who's the Boss? (2 episodios, 1985)
- Family Ties (2 episodios, 1982-1983)
- WKRP in Cincinnati (4 episodios, 1978-1979)
- The Bob Newhart Show (15 episodios, 1975-1978)

### Escritor
- Coming of Age (1988) Serie (episodios desconocidos)
- The Yellow Rose (3 episodios, 1983)
- Newhart (1982) Serie (episodios desconocidos)

### Actor
- The Pretender (1 episodio, 1998)
- Midnight Caller (1 episodio)